# Wimbledon 2016 – čtyřhra vozíčkářek
Čtyřhra vozíčkářek ve Wimbledonu 2016 probíhala na přelomu června a července 2016. Do soutěže na londýnském grandslamu nastoupily čtyři páry. Dvojnásobnými obhájkyněmi titulu byly Kamidžiová s Whileyovou.
Třetí trofej v řadě zkompletoval nejvýše nasazený japonsko-britský pár Jui Kamidžiová a Jordanne Whileyová, které ve finále za 1:09 hodin přehrály nizozemské turnajové dvojky Aniek van Kootovou s Jiske Griffioenovou po dvousetovém průběhu 6–2 a 6–2 na dvorci č. 17. Obě tak vybojovaly osmý grandslamový vavřín z deblové soutěže. Do žebříčku okruhu UNIQLO Tour si připsaly 800 bodů a obdržely prémii 12 000 liber.

## Nasazení hráčů
1. Jiske Griffioenová (vítězka)
2. Jui Kamidžiová (čtvrtfinále)

## Pavouk
| Legenda                                                       |                                                                        |                                                   |
| - Q – kvalifikant - WC – divoká karta - LL – šťastný poražený | - Alt – náhradník - SE – zvláštní výjimka - PR/SR – žebříčková ochrana | - w/o – bez boje - r – skreč - d – diskvalifikace |

|  | Semifinále | Semifinále                           | Semifinále                           | Semifinále | Semifinále |                                     |   | Finále | Finále | Finále | Finále | Finále |
|  |            |                                      |                                      |            |            |                                     |   |        |        |        |        |        |
|  | 1          | Jui Kamidžiová Jordanne Whileyová    | 6                                    | 6          |            |                                     |   |        |        |        |        |        |
|  |            | Marjolein Buisová Louise Huntová     | 1                                    | 3          |            |                                     |   |        |        |        |        |        |
|  |            | Marjolein Buisová Louise Huntová     | 1                                    | 3          | 1          | Jui Kamidžiová Jordanne Whileyová   | 6 | 6      |        |        |        |        |
|  |            |                                      |                                      |            |            | Jui Kamidžiová Jordanne Whileyová   | 6 | 6      |        |        |        |        |
|  |            | 2                                    | Jiske Griffioenová Aniek van Kootová | 2          | 2          |                                     |   |        |        |        |        |        |
|  |            | 2                                    | Jiske Griffioenová Aniek van Kootová | 2          | 2          | Sabine Ellerbrocková Lucy Shukerová | 1 | 64     |        |        |        |        |
|  |            |                                      |                                      |            |            | Sabine Ellerbrocková Lucy Shukerová | 1 | 64     |        |        |        |        |
|  | 2          | Jiske Griffioenová Aniek van Kootová | 6                                    | 7          |            |                                     |   |        |        |        |        |        |